# Boston-Marathon 1979
Der Boston-Marathon 1979 war die 83. Ausgabe der jährlich stattfindenden Laufveranstaltung in Boston, Vereinigte Staaten. Der Marathon fand am 16. April 1979 statt.
Bei den Männern gewann Bill Rodgers in 2:09:27 h und bei den Frauen Joan Benoit in 2:35:15 h.

## Ergebnisse

### Männer
| Platz | Athlet          | Land               | Zeit (h) |
| ----- | --------------- | ------------------ | -------- |
| 01    | Bill Rodgers    | Vereinigte Staaten | 2:09:27  |
| 02    | Toshihiko Seko  | Japan              | 2:10:12  |
| 03    | Bob Hodge       | Vereinigte Staaten | 2:12:30  |
| 04    | Tom Fleming     | Vereinigte Staaten | 2:12:56  |
| 05    | Garry Bjorklund | Vereinigte Staaten | 2:13:14  |
| 06    | Kevin Ryan      | Neuseeland         | 2:13:57  |
| 07    | Robert Doyle    | Vereinigte Staaten | 2:14:04  |
| 08    | Randy Thomas    | Vereinigte Staaten | 2:14:12  |
| 09    | Herm Atkins     | Vereinigte Staaten | 2:14:17  |
| 10    | Richard Mahoney | Vereinigte Staaten | 2:14:36  |

### Frauen
| Platz | Athletin           | Land               | Zeit (h) |
| ----- | ------------------ | ------------------ | -------- |
| 01    | Joan Benoit        | Vereinigte Staaten | 2:35:15  |
| 02    | Patti Catalano     | Vereinigte Staaten | 2:38:22  |
| 03    | Susan Krenn        | Vereinigte Staaten | 2:38:50  |
| 04    | Elizabeth Richards | Australien         | 2:39:48  |
| 05    | Sue Petersen       | Vereinigte Staaten | 2:43:02  |
| 06    | Kim Merritt        | Vereinigte Staaten | 2:44:28  |
| 07    | Cynthia Dalrymple  | Vereinigte Staaten | 2:45:30  |
| 08    | Karen Doppes       | Vereinigte Staaten | 2:45:45  |
| 09    | Gayle Olinek       | Kanada             | 2:47:30  |
| 10    | Lauri McBride      | Vereinigte Staaten | 2:47:37  |